# Diecezja Manga
Diecezja Manga – diecezja rzymskokatolicka w Burkina Faso. Powstała w 1997.

## Biskupi diecezjalni
- Bp Wenceslas Compaoré (1997 - 2010)
- Bp Gabriel Sayaogo (2010 - 2019)
- Bp Médard Léopold Ouédraogo (od 2022)